# أوفوك أكيول
أوفوك أكيول (بالألمانية: Ufuk Akyol)‏ هو لاعب كرة قدم ألماني في مركز الوسط، ولد في 27 أغسطس 1997 في رافنسبورغ في ألمانيا. لعب مع نادي فاتح كاراغومروك.

## وصلات خارجية
- أوفوك أكيول على موقع اتحاد تركيا (لاعب) (الإنجليزية)
- أوفوك أكيول على موقع قاعدة بيانات كرة القدم.إي يو (الإنجليزية)
- أوفوك أكيول على موقع Soccerway.com (الإنجليزية)
- أوفوك أكيول على موقع عالم كرة القدم.نت (الإنجليزية)